# Flydende valutakurs
Flydende valutaers værdi afgøres udelukkende af de internationale valutamarkeder i modsætning til fastkurspolitik. Euroen, dollar og yen er alle flydende valutaer, modsat den danske krone, der forsøger at variere blot +/- 2,25% i forhold til euroen i henhold til ERM2. Den danske krone flyder dermed sammen med Euroen.